# Team Technipes inEmiliaRomagna
Il Team Technipes #inEmiliaRomagna è una squadra maschile italiana di ciclismo su strada attiva dal 2023 nella categoria Continental, dopo essere nata nel 2019 come team per Elite/Under-23 da un'idea di Davide Cassani. La squadra ha sede a Faenza ed è diretta dal presidente Gianni Carapia. I direttori sportivi sono Michele Coppolillo, Mario Chiesa e Francesco Chicchi, Mauro Calzoni e Alberto Contoli.
#inEmiliaRomagna, oltre a essere un team ciclistico, è un progetto di marketing territoriale: sviluppato a partire da un'idea di Davide Cassani e promosso da APT Servizi Emilia-Romagna e Consorzio Terrabici dal 2019, è nato come format di comunicazione inedito in Italia, con un solo precedente al mondo, in Cornovaglia (squadra Saint Piran).

## Storia
Nel 2019 prende il via il progetto #inEmiliaRomagna Cycling Team che vede protagonisti 11 ragazzi emiliano-romagnoli tra i 19 e i 22 anni che, da marzo a ottobre e sotto la supervisione dell'ex professionista Michele Coppolillo come direttore tecnico, prendono parte alle gare del calendario ciclistico Under-23 su strada diventando, corsa dopo corsa, ambasciatori della propria regione attraverso lo sport e i social network. Lo sport agonistico diventa così, oltre a un importante percorso di crescita per i giovani, anche uno strumento di promozione turistica e valorizzazione dei territori
La prima stagione agonistica, il 2019, vede il team emiliano-romagnolo ottenere quattro vittorie, tre delle quali con il giovane Manuele Tarozzi, che vince il Piccolo Giro dell'Emilia, il Giro delle Valli Aretine e una tappa del Tour Cycliste Air France in Nuova Caledonia, dove corre con la maglia azzurra. Il faentino nel 2019 è convocato in Nazionale anche per due gare tra i professionisti: il Tour of the Alps e il Memorial Marco Pantani.
Nel 2020 l'attività agonistica è ostacolata dal Covid-19, ma alla ripartenza da luglio 2020 i ragazzi emiliano-romagnoli si piazzano in diverse occasioni tra i primi dieci, ancora con Manuele Tarozzi in particolare evidenza con due podi e un settimo posto nella prima tappa del Giro d'Italia Under 23 a Urbino.
Il 2021, complice anche la crescita di ragazzi ormai in squadra da qualche stagione, è la miglior stagione in termini di risultati sportivi: #inEmiliaRomagna Cycling Team ottiene 6 vittorie, 16 podi e 50 piazzamenti tra i primi dieci, con 11 dei suoi 13 atleti in rosa. A vincere sono in quattro: Manuele Tarozzi e Davide Dapporto, due vittorie a testa, oltre ad Andrea Cantoni ed Emanuele Ansaloni.
Per Manuele Tarozzi le vittorie al Giro delle Due Province e al Trofeo Città di Malmantile, unite alla continuità di rendimento (oltre 15 piazzamenti in top ten), valgono il passaggio al professionismo, nel 2022, con la maglia della Bardiani-CSF-Faizanè. In stagione il faentino si rende anche protagonista di importanti prestazioni al Giro d'Italia Giovani Under 23 (quarto a Cesenatico) e ai Campionati italiani a Imola, dove a due passi da casa è in fuga per oltre 200 chilometri prima di chiudere al quindicesimo posto assoluto nella prova Elite.
Una delle sorprese della stagione è un altro giovane faentino: Davide Dapporto (classe 2001), che ottiene due vittorie a Montegranaro e Mastromarco di Lamporecchio, numerosi piazzamenti in top ten e tre convocazioni in Nazionale, due delle quali tra i professionisti, al Memorial Marco Pantani e al Trofeo Matteotti, oltre a quella al Piccolo Giro di Lombardia per Under-23.
La vittoria ottenuta da Andrea Cantoni è una delle più importanti nella breve storia del team: il cesenate vince per distacco la prima tappa del Giro d'Italia Giovani Under 23 2021 sulle strade di casa, a Riccione. Cantoni ha così indossato per un giorno la Maglia Rosa di leader della classifica generale. L'altra vittoria è ottenuta da Emanuele Ansaloni a Montecosaro, dove il team coglie una doppietta con il secondo posto di Marco De Angeli.
Nel 2022 il progetto #inEmiliaRomagna Cycling Team prosegue, ancora nella categoria Under-23, con una formazione composta da 12 atleti emiliano-romagnoli. In stagione la squadra è l'unica a cogliere il podio sia nei Campionati italiani su strada U23 (terzo posto, con Emanuele Ansaloni), sia nei tricolori a cronometro U23 individuali (secondo posto, con Matteo Montefiori) e a squadre (secondo posto con Emanuele Ansaloni, Luca Collinelli, Davide Dapporto e Matteo Montefiori). In evidenza durante l'anno è Davide Dapporto, convocato in Nazionale U23 per la Gand-Wevelgem di categoria e per il Tour de l'Avenir.
Il 20 ottobre 2022 viene annunciato il salto alla categoria UCI Continental per la stagione 2023. Il nuovo nome è Team Technipes #inEmiliaRomagna, dal nome del main sponsor, azienda di Santarcangelo di Romagna, che supporta il progetto continuando a portare avanti anche ll'iniziativa di promozione territoriale legata alla Regione Emilia-Romagna. L'organico prevede 12 atleti, 6 Elite e 6 Under-23, con il passaggio a bici Bianchi, e uno staff tecnico rinforzato dall'ingresso di Francesco Chicchi e Mario Chiesa tra i direttori sportivi, con i confermati Michele Coppolillo, Mauro Calzoni e Alberto Contoli, oltre all'inserimento di Leonardo Piepoli come consulente al fianco del preparatore atletico Alessandro Malaguti. L'esordio tra i professionisti è previsto il 1º marzo 2023 al Trofeo Laigueglia.
Nel 2023 il Team Technipes #inEmiliaRomagna partecipa poi anche ad altre importanti gare ciclistiche professionistiche: tra queste, il Giro di Sicilia, il Giro dell'Appennino, la Settimana Internazionale Coppi e Bartali, il Sibiu Tour, fino ad arrivare a fine stagione ad Adriatica Ionica Race, Giro dell'Emilia e Memorial Marco Pantani.
A inizio settembre 2023 le vittorie conseguite in stagione sono già sette: ben quattro ottenute da Emanuele Ansaloni (una tappa del Giro del Veneto, il Trofeo Corsanico e tappa e classifica generale dell'Aziz Shusha in Azerbaijan), due da Alessandro Monaco (Firenze-Viareggio e una tappa dell'Aziz Shusha) e una da Martin Nessler (Trofeo Matteotti), oltre alle convocazioni in Nazionale di Davide Dapporto e Luca Collinelli per gareggiare rispettivamente in Bretagna e in Argentina. A fine stagione si concretizza il passaggio di Alessandro Monaco al Team Corratec Vini Fantini, seconda volta che un atleta trova posto in una squadra professional dopo Manuele Tarozzi alla VF Group-Bardiani CSF-Faizanè.
Nel 2024 il Team Technipes #inEmiliaRomagna si presenta ai nastri di partenza per la sua seconda stagione da "Continental" con 14 atleti, tra cui quattro Elite e dieci Under 23. In stagione spicca il successo in una tappa del Tour de l'Avenir dell'U23 Ludovico Crescioli, convocato in Nazionale a più riprese e riserva ai Mondiali U23 di Zurigo; prestigiosi e degni di nota anche i successi degli Elite Nicolò Garibbo (2) e Emanuele Ansaloni sulle strade di casa al Gp Varignana, oltre alla vittoria dell'U23 Lorenzo Anniballi in volata a inizio stagione. Al termine della stagione anche Ludovico Crescioli riesce ad accasarsi in una formazione Professional.
Nel 2025 il Team Technipes #inEmiliaRomagna sarà ancora una formazione Continental.

## Cronistoria

### Annuario
| Anno | Codice | Nome                            | Categoria   | Biciclette | Dirigenza |
| ---- | ------ | ------------------------------- | ----------- | ---------- | --- |
| 2019 | -      | #inEmiliaRomagna Cycling Team   | Under-23    | Pinarello  | Presidente: Giovanni Carapia Dir. sportivi: Michele Coppolillo, Mauro Calzoni, Alberto Contoli                                                       |
| 2020 | -      | #inEmiliaRomagna Cycling Team   | Under-23    | Pinarello  | Presidente: Giovanni Carapia Dir. sportivi: Michele Coppolillo, Mauro Calzoni, Alberto Contoli                                                       |
| 2021 | -      | #inEmiliaRomagna Cycling Team   | Under-23    | Pinarello  | Presidente: Giovanni Carapia Dir. sportivi: Michele Coppolillo, Mauro Calzoni, Alberto Contoli, Alessandro Malaguti                                  |
| 2022 | -      | #inEmiliaRomagna Cycling Team   | Under-23    | Pinarello  | Presidente: Giovanni Carapia Dir. sportivi: Michele Coppolillo, Mauro Calzoni, Alberto Contoli, Alessandro Malaguti                                  |
| 2023 | TER    | Team Technipes #inEmiliaRomagna | Continental | Bianchi    | Presidente: Giovanni Carapia Dir. sportivi: Michele Coppolillo, Francesco Chicchi, Mario Chiesa, Mauro Calzoni, Alberto Contoli, Alessandro Malaguti |
| 2024 | TER    | Team Technipes #inEmiliaRomagna | Continental | Bianchi    | Presidente: Giovanni Carapia Dir. sportivi: Francesco Chicchi, Mauro Calzoni, Mario Chiesa, Michele Coppolillo, Alberto Contoli, Alessandro Malaguti |
| 2025 | TER    | Team Technipes #inEmiliaRomagna | Continental | Bianchi    | Presidente: Giovanni Carapia Dir. sportivi: Francesco Chicchi, Mauro Calzoni, Michele Coppolillo                                                     |

## Organico 2025
Aggiornato al 1º gennaio 2025.

### Staff tecnico
|  | Naz.              | Ruolo | Sportivo           |  |  |  |
|  | ----------------- | ----- | ------------------ |  |  |  |
|  | Italia (bandiera) | RT    | Giovanni Carapia   |  |  |  |
|  | Italia (bandiera) | DS    | Francesco Chicchi  |  |  |  |
|  | Italia (bandiera) | DS    | Mauro Calzoni      |  |  |  |
|  | Italia (bandiera) | DS    | Michele Coppolillo |  |  |  |

### Rosa
|  | Naz.               |  | Sportivo           | Anno |  |  |
|  | ------------------ |  | ------------------ | ---- |  |  |
|  | Italia (bandiera)  |  | Tommaso Alunni     | 2005 |  |  |
|  | Italia (bandiera)  |  | Riccardo Archetti  | 2005 |  |  |
|  | Italia (bandiera)  |  | Luca Bagnara       | 2003 |  |  |
|  | Italia (bandiera)  |  | Thomas Bolognesi   | 2006 |  |  |
|  | Italia (bandiera)  |  | Samuele Bonetto    | 2003 |  |  |
|  | Polonia (bandiera) |  | Adam Bronakowski   | 2006 |  |  |
|  | Italia (bandiera)  |  | Alessandro Cattani | 2005 |  |  |
|  | Italia (bandiera)  |  | Pietro Dapporto    | 2005 |  |  |
|  | Italia (bandiera)  |  | Matteo Gabelloni   | 2006 |  |  |
|  | Italia (bandiera)  |  | Luca Martignano    | 2002 |  |  |
|  | Italia (bandiera)  |  | Marco Martini      | 2005 |  |  |
|  | Italia (bandiera)  |  | Leonardo Meccia    | 2006 |  |  |
|  | Italia (bandiera)  |  | Filippo Omati      | 2005 |  |  |
|  | Italia (bandiera)  |  | Nicolas Scarpelli  | 2004 |  |  |
|  | Italia (bandiera)  |  | Pietro Sterbini    | 2004 |  |  |
|  | Italia (bandiera)  |  | Ivan Toselli       | 2006 |  |  |